# Engineering the Dead
Engineering the Dead är det belgiska brutal death metal-bandet Aborteds andra studioalbum, utgivet i juli 2001 på Listenable Records och återutgivet i januari 2008 i remastrad version på samma bolag.
Detta var bandets sista album Niek och Koen Verstraete samt Frank Rosseau.

## Låtlista
1. "The Holocaust Incarnate" – 4:19
2. "Nailed Through Her Cunt" – 4:18
3. "To Roast and Grind" – 4:40
4. "Engineering the Dead" – 6:06
5. "Eructations of Carnal Artistry" – 3:22
6. "Sphinctral Enthrallment" – 4:00
7. "Skullfuck Crescendo" – 4:28
8. "Exhuming the Infested (Necro-Eroticism Pt. II)" – 5:33

Bonusspår på nyutgåvan från 2008
1. "The Holocaust Incarnate" (live) – 4:32
2. "Genetic Murder Concept" – 5:07
3. "Suffer the Children" (Napalm Death-cover) – 4:33

## Medverkande
Musiker
- Sven de Caluwé – sång
- Niek Verstraete – gitarr
- Thijs de Cloedt – gitarr
- Koen Verstraete – basgitarr
- Frank Rosseau – trummor

Bidragande musiker
- Johan "Jolle" Antonissen – sång

Produktion
- Kris Belaen – producent, inspelningstekniker, mixning, mastering
- Chad Michael Ward – omslagskonst
- Sven de Caluwé – layout, design